# Hagermarsch
Hagermarsch è un comune di 13.352 abitanti della Bassa Sassonia, in Germania.
Appartiene al circondario (Landkreis) di Aurich (targa AUR).
Il 1º luglio 1972 ha incorporato il territorio del dissolto comune di Junkersrott.